# Ромінська

Ро́мінська (рос. Роминская) — присілок у складі Котельницького району Кіровської області, Росія. Входить до складу Котельницького сільського поселення.
Населення становить 232 особи (2010, 272 у 2002).
Національний склад станом на 2002 рік — росіяни 94 %.